# Duncan Haldane
Frederick Duncan Michael Haldane (Londres, 14 de setembro de 1951) é um físico britânico. Laureado com o Nobel de Física de 2016, juntamente com David Thouless e John Michael Kosterlitz.
Haldane estudou na Universidade de Cambridge, onde obteve o bacharelado em física em 1973 e um doutorado em 1978. De 1977 a 1981 esteve no Instituto Laue-Langevin na França. De 1981 a 1985 foi Professor Assistente na Universidade do Sul da Califórnia. De 1985 a 1987 esteve no Bell Labs. A partir de 1987 foi professor da Universidade da Califórnia em San Diego, e a partir de 1990 da Universidade de Princeton.
Em 1993 recebeu o Prêmio Oliver E. Buckley de Matéria Condensada, em 2012 a Medalha Dirac do Centro Internacional de Física Teórica.